# Santa Maria da Feira
 (octobre 2022).
La mise en forme du texte ne suit pas les recommandations de Wikipédia : il faut le « wikifier ».
Les points d'amélioration suivants sont les cas les plus fréquents. Le détail des points à revoir est peut-être précisé sur la page de discussion.
- Les titres sont pré-formatés par le logiciel. Ils ne sont ni en capitales, ni en gras.
- Le texte ne doit pas être écrit en capitales (les noms de famille non plus), ni en gras, ni en italique, ni en « petit »…
- Le gras n'est utilisé que pour surligner le titre de l'article dans l'introduction, une seule fois.
- L'italique est rarement utilisé : mots en langue étrangère, titres d'œuvres, noms de bateaux, etc.
- Les citations ne sont pas en italique mais en corps de texte normal. Elles sont entourées par des guillemets français : « et ».
- Les listes à puces sont à éviter, des paragraphes rédigés étant largement préférés. Les tableaux sont à réserver à la présentation de données structurées (résultats, etc.).
- Les appels de note de bas de page (petits chiffres en exposant, introduits par l'outil «  Source ») sont à placer entre la fin de phrase et le point final[comme ça].
- Les liens internes (vers d'autres articles de Wikipédia) sont à choisir avec parcimonie. Créez des liens vers des articles approfondissant le sujet. Les termes génériques sans rapport avec le sujet sont à éviter, ainsi que les répétitions de liens vers un même terme.
- Les liens externes sont à placer uniquement dans une section « Liens externes », à la fin de l'article. Ces liens sont à choisir avec parcimonie suivant les règles définies. Si un lien sert de source à l'article, son insertion dans le texte est à faire par les notes de bas de page.
- La présentation des références doit suivre les conventions bibliographiques. Il est recommandé d'utiliser les modèles {{Ouvrage}}, {{Chapitre}}, {{Article}}, {{Lien web}} et/ou {{Bibliographie}}. Le mode d'édition visuel peut mettre en forme automatiquement les références.
- Insérer une infobox (cadre d'informations à droite) n'est pas obligatoire pour parachever la mise en page.

Pour une aide détaillée, merci de consulter Aide:Wikification.
Si vous pensez que ces points ont été résolus, vous pouvez retirer ce bandeau et améliorer la mise en forme d'un autre article.
Santa Maria da Feira est une municipalité (en portugais : concelho ou município) du Portugal, située dans le district d'Aveiro et la Nord.

## Géographie
Santa Maria da Feira est limitrophe :
- au nord, de Vila Nova de Gaia et Gondomar,
- à l'est, d'Arouca,
- au sud-est, d'Oliveira de Azeméis et São João da Madeira,
- au sud et à l'ouest, d'Ovar,
- à l'ouest, d'Espinho.

## Histoire
Elle doit son nom à une longue tradition déjà en 1117, un document mentionne la « Terre de Sainte Marie, un lieu auquel on appelle Foire », en faisant allusion aux foires et aux marchés réalisés au pied de la colline où s’élève le château et où les paysans pouvaient trouver des grains, des instruments agricoles, des outils, des tissus et tout le nécessaire pour la vie quotidienne.
Santa Maria da Feira est une ville prospère, dû à l’industrie du liège et malgré l’influence exercée par le voisin Porto, Santa Maria da Feira présente l’atmosphère calme des siècles passés, palpable au centre historique et à l’arboré parc qui entoure le fort.[réf. nécessaire]

## Population et société

### Démographie
| 1801   | 1849   | 1900   | 1930   | 1960   | 1981    | 1991    | 2001    | 2004    |
| ------ | ------ | ------ | ------ | ------ | ------- | ------- | ------- | ------- |
| 27 851 | 37 823 | 44 596 | 52 679 | 83 483 | 109 531 | 118 641 | 135 964 | 142 295 |

| 2011    | - | - | - | - | - | - | - | - |
| ------- | - | - | - | - | - | - | - | - |
| 139 312 | - | - | - | - | - | - | - | - |

### Sport
- CD Feirense (club de football)

## Culture et patrimoine

### Manifestations et festivités
Tous les ans vers janvier il y a lieu une fête A Festa das Fogaceiras une populaire fête traditionnelle en honneur à la spécialité locale, les fogaças, du pain sucré à la farine de blé, de saveur délicate, c’est délicieux.
Chaque année, une fête médiévale est organisée aux environs de la fin du mois de juillet et retrace la vie d'un roi de Portugal, de sa cour et de son peuple en suivant un ordre chronologique (2010-2011 ayant été les années du premier Roi du Portugal Don Afonso Henriques).

### Art
Le Danonaselo est une sculpture créée par San Damon au tout début de la création de l’Oniroscopisme en 2004 et même avant. Elle est issue des séries S.O.G (Sculpture Oniroscopiste Géométrique). Le Danonaselo est un nom propre bien précis donné par San Damon à cette sculpture. Toute la difficulté vient du fait que Damon dû passer du dessin en 2D à la sculpture en 3D et ce avec les torsions et angles particuliers qui émergent de l’étrange personnage. En effet, l’éclairage de nuit qui entoure le Danonaselo et la lumière du jour qui l’éclaire, et notamment par la présence du soleil qui tourne autour de lui, nous donne à voir un personnage totalement différent. Les ombres se jettent au sol et les angles se projettent sur les façades. Le Danonaselo est placé à vie sur une place publique au Portugal, à Fiães dans l'entité de Santa Maria da Feira et fait partie du patrimoine portugais. L’œuvre mesure trois mètres de haut et regarde, comme l’a désiré San Damon vers l’océan traversant les contrées de Mozelos, Lourosa, São Paio de Oleiros, etc. Le rond-point sur lequel est placé le Danonaselo est orné des certaines fleurs en adéquation avec l’œuvre. Une plaque sur le socle explique le sens de l’œuvre et un poème écrit par San Damon la clôture.

### Films tournés dans la ville
- 2000 : Trânsito Local, de Fernando Rocha
- 2005 : Animal, de Roselyne Bosch

### Musique
Santa Maria da Feira est connue pour être la ville originaire du groupe Santamaria, ceci expliquerait le choix du nom du groupe.[réf. nécessaire]

## Politique et administration

### Subdivisions

Carte des paroisses de Santa Maria da Feira.

Depuis la loi no 11-A/2013 du 28 janvier 2013, portant réorganisation administrative du territoire des freguesias, la municipalité de Santa Maria da Feira est subdivisée en 21 paroisses (freguesia en portugais) contre 31 auparavant :
- Argoncilhe
- Arrifana
- Caldas de São Jorge e Pigeiros (fusion de Caldas de São Jorge et Pigeiros)
- Canedo, Vale e Vila Maior (fusion de Canedo, Vale et Vila Maior)
- Escapães
- Fiães
- Fornos
- Lourosa
- Lobão, Gião, Louredo e Guisande (fusion de Lobão, Gião, Louredo et Guisande)
- Milheirós de Poiares
- Mozelos
- Nogueira da Regedoura
- Paços de Brandão
- Rio Meão
- Romariz
- Sanguedo
- Santa Maria da Feira, Travanca, Sanfins e Espargo (fusion de Feira, Travanca, Sanfins et Espargo)
- Santa Maria de Lamas
- São João de Ver
- São Miguel de Souto e Mosteirô (fusion de Souto et Mosteirô)
- São Paio de Oleiros

### Jumelages
- Viseu (Portugal)
- Joué-lès-Tours (France)